# Wyścigowe Samochodowe Mistrzostwa Polski 1960
Sezon 1960 był ósmym sezonem Wyścigowych Samochodowych Mistrzostw Polski.
Sezon liczył cztery eliminacje na torach we Wrocławie, Opolu, Lublinie i Częstochowie. Zawody były rozgrywane bez podziału na klasy. Każda eliminacja składała się z trzech biegów. Za miejsca w jednym biegu przyznawano punkty według klucza 20-16-13-11-10-9-8-7-6-5-4-3-2-1. Zwycięzcą eliminacji zostawał zdobywca największej liczby punktów we wszystkich trzech biegach.

## Zwycięzcy
| Data           | Tor         | Zwycięzca (kierowcy) | Samochód    | Zwycięzca (zespoły)  |
| -------------- | ----------- | -------------------- | ----------- | -------------------- |
| 15 maja        | Wrocław     | Antoni Weiner        | SAM-Lancia  | Automobilklub Śląski |
| 19 czerwca     | Opole       | Rudolf Wrocławski    | SAM-Triumph | Automobilklub Śląski |
| 18 września    | Lublin      | Antoni Weiner        | SAM-Lancia  | Automobilklub Śląski |
| 2 października | Częstochowa | Rudolf Wrocławski    | SAM-Triumph | Automobilklub Śląski |

## Klasyfikacje
| Poz. | Kierowca              | Samochód   | Zespół                      |
| ---- | --------------------- | ---------- | --------------------------- |
| 1    | Antoni Weiner         | SAM-Lancia | Automobilklub Śląski        |
| 2    | Władysław Szulczewski | SAM-Simca  | Automobilklub Częstochowski |